# Corina Schwingruber Ilić
Corina Schwingruber Ilić (* 1981 in Werthenstein, Kanton Luzern) ist eine Schweizer Filmregisseurin und Filmeditorin.

## Werdegang
2004 begann Corina Schwingruber Ilić ihr Studium im Bereich Bildende Kunst an der HGKZ Basel, 2005 absolvierte sie ein Austauschjahr an der Akademie für freie Künste in Belgrad. Danach studierte sie Video an der Hochschule Luzern – Design & Kunst (HSLU) und schloss 2009 ab.
Seit 2010 ist sie als freischaffende Regisseurin und Filmeditorin tätig. Sie arbeitet wiederholt mit ihrem Mann, dem Regisseur und Kameramann Nikola Ilić zusammen. Sie lebt in Luzern (Schweiz) und Belgrad (Serbien).

### Arbeit als Regisseurin
Corina Schwingruber-Ilićs Kurzfilme wurden an zahlreichen Festivals im In- und Ausland gezeigt und mit Preisen ausgezeichnet. Nachdem drei ihrer bisherigen Filme für den Schweizer Filmpreis nominiert waren: Baggern (2012), Just Another Day in Egypt (2016), Ins Holz (2018), wurde ihr 2019 für All Inclusive der Preis zugesprochen.
Ihr Diplomfilm I ovo je Beograd (2009) ist eine spielerische Annäherung an die Stadt Belgrad. Der Film wurde an mehreren Festivals gezeigt und unter anderem mit dem Förderpreis Schnitt ausgezeichnet.
Auch Kod Ćoška (2013), den sie in Co-Regie mit Nikola Ilić realisierte, wurde in Serbien gedreht: der Film portraitiert einen Quartierladen und seine Kunden und Kundinnen in einem ländlichen Dorf. Der Film wurde unter anderem an den Kurzfilmtagen Winterthur ausgezeichnet.
Ebenfalls in Co-Regie mit Nikola Ilić realisierte sie den Kurzfilm Just another day in Egypt (2015). Der Film entstand im Rahmen eines Atelierstipendiums in Kairo und beobachtet den Alltag der Stadt, zwei Jahre nach der Revolution. Der Film wurde am Locarno Festival uraufgeführt.
Ihr Kurzfilm All Inclusive feierte 2018 Premiere beim Filmfestival Venedig und ist mit über 100 Festivalteilnahmen (u. a. Toronto International Film Festival (TIFF), International Documentary Film Festival Amsterdam (IDFA), Sundance Film Festival) und diversen Preisen einer der erfolgreichsten Schweizer (Kurz)filme. Der Film wurde produziert von Stella Händler, freihändler Filmproduktion. All Inclusive wirft einen kritischen, aber auch humorvollen Blick auf das Treiben auf Kreuzfahrtschiffen.
Wie bereits den Kurzfilm Kod Ćoška realisierte sie auch ihren ersten Langfilm, den Kinodokumentarfilm Dida, Co-Regie mit Nikola Ilić. Der Film wurde produziert von Franziska Sonder, Dschoint Ventschr, und wurde am Filmfestival Visions du Réel in Nyon im April 2021 uraufgeführt. Der Film wurde mit dem Zürcher Filmpreis ausgezeichnet, sowie für den Schweizer Filmpreis in der Kategorie «Bester Dokumentarfilm» nominiert. Dida begleitet die persönliche Geschichte des Regiepaares: Nikola war in Belgrad aufgewachsen, und in die Schweiz ausgewandert, während seine Mutter Dida in Belgrad blieb, gemeinsam mit Nikolas Grossmutter. Als die Grossmutter stirbt, und die lernbehinderte Mutter auf sich allein gestellt ist, stellt sich dem Regiepaar die Frage, wie sie ihr Leben zwischen der Schweiz und Serbien, zwischen familiären Verpflichtungen und persönlichen bzw. professionellen Interessen aufteilen können.
Ihr Kurzfilm Been There, der sich erneut dem Massentourismus annimmt, war in die internationale Wettbewerbssektion Corti d'autore des Locarno Festivals 2023 eingeladen, wo ihm nebst einer Special Mention die Kandidatur für den Europäischen Filmpreis zugesprochen wurde. Seine internationale Premiere fand im Rahmen des Toronto International Film Festivals statt.

### Arbeit als Editorin
Neben ihrer Tätigkeit als Regisseurin war Corina Schwingruber-Ilić wiederholt als Editorin tätig. So zeichnete sie sich für den Schnitt mehrerer ihrer eigenen bzw. in Co-Regie mit Nikola Ilić entstandenen Kurzfilme verantwortlich wie Kod Ćoška, Ins Holz, All Inclusive und Been There.
Zudem war sie als Editorin tätig für den Kurzfilm Rewind Forward (2017), der in Locarno ausgezeichnet wurde, sowie für den Kinodokumentarfilm Unter einem Dach (2020) der Regisseurin Maria Müller.
Corina Schwingruber Ilić ist Gründungsmitglied und war mehrere Jahre im Vorstand des Schweizer Kurzfilmverbandes Pro Short. 2023 war sie Teilnehmerin der Berlinale Talents.

## Filmografie (Auswahl)
Als Regisseurin:
- 2009: I ovo je Beograd (Kurzdokumentarfilm)
- 2011: Baggern (Kurzdokumentarfilm)
- 2011: My Love Won't Wait For You (experimenteller Kurzfilm)
- 2013: Kod Ćoška (Kurzdokumentarfilm, in Co-Regie mit Nikola Ilić)
- 2015: Just Another Day In Egypt (Kurzdokumentarfilm, in Co-Regie mit Nikola Ilić, auch Schnitt)
- 2017: Ins Holz (Kurzdokumentarfilm, in Co-Regie mit Thomas Horat, auch Schnitt)
- 2018: All Inclusive (Kurzdokumentarfilm, auch Schnitt)
- 2021: Dida (Kinodokumentarfilm, in Co-Regie mit Nikola Ilić)
- 2023: Been There (Kurzdokumentarfilm, auch Schnitt)

Als Editorin:
- 2010: Stück für Stück (Kurzdokumentarfilm)
- 2012: Rimini (experimenteller Kurzfilm)
- 2014: Lenas Welt (Kurzdokumentarfilm)
- 2015: Beyond (Kurzdokumentarfilm)
- 2016: Vom Flössen am Ägerisee (Kurzdokumentarfilm)
- 2016: Was soll man noch werden, wenn man schon gross ist? (experimenteller Kurzfilm)
- 2017: Rewind Forward (Kurzdokumentarfilm)
- 2017: Ins Holz (Kurzdokumentarfilm)
- 2020: Unter einem Dach (Kinodokumentarfilm)
- 2024: Exit Through the Cuckoo’s Nest